# 暴风雨 (柴可夫斯基)
《暴风雨》（羅馬化：Burya），作品18，是俄國作曲家彼得·伊里奇·柴可夫斯基于1873年谱曲的交响诗，樂譜所標示的調性為F小調，在儒略曆1873年12月7日（即公曆12月19日）首次公演，由魯賓斯坦指挥。
樂曲的創作靈感源自英國作家威廉·莎士比亚的同名戲劇《暴风雨》所改編。當中的題裁包括了輪船在寂靜的海上航行；性格怪誕的凱列班；米蘭公爵之女米蘭達與那不勒斯王子費迪南之間的愛情故事。其中有關「愛情」的主題較為突顯，另人會聯想起柴可夫斯基另一首作品《羅密歐與茱麗葉》幻想序曲。

## 創作背景
樂曲是題獻給俄國評論家史塔索夫（Vladimir Stasov）。
西曆1873年1月，史塔索夫寫了一封信中給柴可夫斯基，請求他在建議中的三齣戲劇中選取當中一齣來創作交響音樂，最終柴可夫斯基選取了莎士比亞的《暴風雨》。在往後的幾次書信中，兩人就樂曲的結構和內容交換了不少意見。同年6月，柴可夫斯基正式開始譜寫，但進度非常緩慢，直至8月從霧索瓦（Usovo）回來後，他只用了10天時間就把餘下的草稿都完成了。9月再為樂曲配器，整首樂曲大概只用了三個月的時間就完成了。
柴可夫斯基幾首管絃樂作品都是採用莎士比亞的劇作而寫成，除了《暴風雨》和《羅密歐與茱麗葉》幻想序曲外，他亦為《哈姆雷特》譜寫過另一首幻想序曲及當中的劇樂。
這首樂曲亦為柴可夫斯基於1885年獲得「別利亞耶夫獎」（前身為「葛令卡獎」），並獲得500盧布獎金。

## 分析

### 編制
| - 木管樂器 - 短笛 - 長笛：2 - 雙簧管：2 - 單簧管：2 - 低音管：2 | - 銅管樂器 - 圓號：4 - 小號：2 - 长号：3 - 大号 | - 定音鼓 - 敲擊樂器：大鼓，鈸 | - 弦樂器 |

依照工具書《管弦樂作品手冊》指示，上述之配器可簡記為"*3 2 2 2—4 2 3 1—tmp+2—str"。
全曲演奏時間約為25分鐘。

### 參照
1. 1 2  .   [2008-06-12]. （原始内容存档于2008-08-29）.
2. ↑  Daniels, David.  3rd ed. Lanham: Scarecrow Press, Inc. 1996: 416. ISBN 0-8108-3228-3.